# 도쿠가와 요시노부가
도쿠가와 요시노부가(일본어: 徳川慶喜家 とくがわよしのぶけ[*])는 에도 막부 마지막 세이타이쇼군 도쿠가와 요시노부가 메이지 유신 후, 칩거를 허락받고, 도쿠가와 종가와는 별개로 다시 공작을 하사받으면서 시작된 가문이다. 저택은 도쿄부 도쿄시 코이시카와구 코휴가제6텐초 (현재의 도쿄도 분쿄구 카스카 2초메)에 있었다.

## 개요
1867년 (게이오 3년)에 도쿠가와 요시노부는 대정봉환을 했으나, 토바ㆍ후시미 전투에서 패하여 칩거의 처벌을 받았다. 1868년 (게이오 4년), 타야스 도쿠가와가의 카메노스케 (도쿠가와 이에사토)에게 가독을 물려주고, 종가가 신정부에 의해 봉해진 슨푸 (현 시즈오카현 시즈오카시)에서 은거 생활을 했다.
1880년 (메이지 13년)에는 죄를 용서받고, 대정봉환의 공으로 쇼군 시절의 정2위로 복위되었고, 이어 종1위에 올랐다. 1897년 (메이지 30년), 도쿄부 키타토시마군 스가모마치 (현 도쿄도 도시마구 스가모 1초메), 1901년 (메이지 34년) 도쿄시 코이시카와구 코휴가다이6텐초 (현 분쿄구 카스카 2초메)로 이사해, 1902년 (메이지 35년), 도쿠가와 종가와는 다른 별도의 가문을 일으켜 공작을 수여받았다.
요시노부는 두 측실 사이에서 10남 11녀를 두었다. 이 중 4남인 아츠시가 도쿠가와 종가 분가로서, 9남 마코토가 요시노부의 분가로서 각각 남작가를 일으켰으며, 이케다 후작가 (옛 돗토리번주가)와 카츠 백작가 (카츠 카이슈의 집안)에 양자를 보냈다. 2대 당주인 요시히사의 장녀는 쇼와 천황의 둘째 동생인 타카마츠노미야에 시집간 키쿠코이다.
도쿠가와 요시모토 (4대 당주, 3대 요시미츠의 장남, 요시노부의 증손), 사카키바라 키사코 (2대 요시히사의 3녀, 요시노부의 손녀), 이데 쿠미코 (2대 요시히사의 4녀, 요시노부의 손녀)가 각각 요시노부가에 관한 서적을 출간했다.
도쿠가와 요시모토에게는 2남 1녀의 자녀가 있었지만, 이혼 당시 친권이 모두 아내에게 넘겨졌다. 요시모토가 2017년 9월 25일에 병으로 사망함에 따라, 도쿠가와 요시노부가의 적류는 끊겼지만, 직계 후손은 계속되고 있다.

## 역대 당주

### 메이지 유신 이후
- 초대 도쿠가와 요시노부
- 2대 도쿠가와 요시히사
- 3대 도쿠가와 요시미츠

### 전후
- 4대 도쿠가와 요시모토
- 요시모토 유언에 따라 조카 야마기시 미키가 당주로써 절가 작업을 하고 있는 중.

## 그 외
- 1933년 (쇼와 8년) 7월 7일, 나고야 지방재판소에서 문서위조 행사 사기로 11만엔을 착취한 죄로, 도쿠가와 노부요시 (카스가 노부요시)에게 징역 2년의 판결이 나왔다. 도쿠가와 노부요시는 요시노부의 손자로, 도쿠가와 아츠시의 3남이자, 후작 도쿠가와 요시치카의 조카였다. 이 사기 사건에는 노부요시의 어머니 사토코나, 형 노부모토도 관여하고 있었다고 여겨진다. "그렇다해도, 요시노부의 자손 중에는 사건이나 문제를 일으키는 사람이 적지 않다. 아버지 아츠시는 뺑소니 사건, 숙부 카츠 쿠와시는 자살사건, 아츠시의 차남 노부토미는 아내의 부정 사건" 이라고 센다 미노루가 말했다. 게다가 전술한 노부요시의 아들 도쿠가와 야스아키도 회사의 돈을 사용한 사기로 체포 이력이 있다.
- 요시노부의 후손을 자칭하는 도쿠가와 미츠야스가 2002년, NPO법인 "도쿠가와 아오이에이회"를 설립해 강연활동을 하는 동시에 아오이노고몬이 들어간 에도 개부 400년 기념 한정 회중시계라 칭하는 상품의 판매에 협력하고 있지만, 도쿠가와의 피를 이은 자가 아니라고 『주간 신초』 2003년 12월 11일호에 보도되었다. 이 잡지의 보도에 따르면, 미츠야스는 이바라키현 나메가타군 이타코정 출신 여의사와 러시아인 사이에 옛 성씨인 제성 니콜라우스로 태어났으나, 도쿠가와 토요하루 (요시노부의 증손, 도쿠가와 아츠시의 차녀 키와코와 토다 토요타로의 차남)과 미국에서 침해짐에 따라, 1995년 10월, 토요하루의 양자가 되어 현재의 이름으로 고쳤다고 한다. 미츠야스를 입양할 당시, 토요하루는 알코올 중독으로 의식 불명 상태였다고 이 잡지는 전했다. 미츠야스는 도쿠가와씨의 보리사인 다이쥬지의 관주로부터 450만엔을 빌렸지만, 갚은 것은 그 중 50만엔뿐이었다고 이 잡지에 보도했다. 이 잡지에 보도된 이후에도 빚은 갚지 않았고, 관주는 해임돼 하와이로 경질됐다. 다이쥬지 측은 소송도 검토했지만, 단념했다. 최근 문화재 수리 등으로 많은 비용이 소요되고 있어, 예산 부족에 시달리는 사찰에서는 대응에 어려움을 겪고 있다.
- 『주간 신초』 2004년 6월 24일호에서 "요시노부의 직계의 후예 도쿠가와 요시코쿠"를 자칭해 결혼사기나 촌차사기를 저지르고 있는 남자의 존재가 보도됐다.
- 2009년 1월 19일에는 "롯폰기의 IT회사 사장으로 궁내청 장전직의 도쿠가와 요시유키"를 자칭해 현금 약 420만엔을 가로챈 남자가 경시청 아카사카 경찰서에 체포되었다.